# Adratiklit
Adratiklit – rodzaj wymarłego dinozaura z grupy stegozaurów.
Adratiklit to pierwszy przedstawiciel stegozaurów (a nawet pierwszy przedstawiciel Eurypoda), którego skamieniałości odnaleziono w północnej Afryce. Jego szczątki znaleziono w Maroku, w górach Atlas, w okolicy Boulahfa. Otaczające skamieniałości skały formacji El Mers II wchodzącej w skład grupy El Mers, datuje się na jurę środkową, dokładniej na baton. Jest to formacja bogata w pozostałości dinozaurów. Same stegozaury występują natomiast w zapisie kopalnym od jury środkowej do wczesnej kredy (pojedyncze znalezisko z kredy późnej również może okazać się pozostałością członka tej grupy). Czyni go to również pierwszym pewnym stegozaurem (jako że podejrzewana o stegozaurzą naturę jeszcze wcześniejsza Isaberrysaura wydaje się być raczej bazalnym ornitopodem).

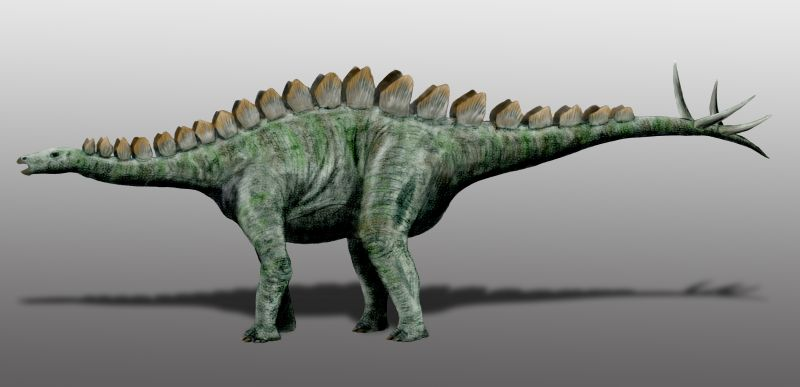
Adratiklit porównywany jest do powyższej Miragaia

Holotyp obejmuje kręgi grzbietowe, znane są także kręgi szyjne i kość ramienna. Nowemu rodzajowi nadano nazwę wywodzącą się z berberyjskiego słowa adras oznaczającego górę i pochodzącego z tego samego języka wyrazu tiklit znaczącego „jaszczurka”. Epitet gatunkowy odwołuje się z kolei do miejsca odnalezienia skamieniałości.
Maidment i inni wskazują na bliższe pokrewieństwo Adratiklit z dacentrurem czy Miragaia niż ze stegozaurami południowoafrykańskimi, jak kentrozaur czy parantodon. Zwierzę zostało zaliczane do grupy stegozaurów (Stegosauria), nie przypisano go do żadnej rodziny.